# BMW 5-serie
BMW 5-serien är en större bilmodell i mellanklassen från BMW. 5-serien började tillverkas 1972 och var den första serien som BMW lanserade. Under 1970-talet kompletterades 5-serien med 3-, 6- och 7-serien. Modellen har alltid tillverkats i en fyrdörrars sedanversion. Inledningsvis fanns modellen enbart som sedan men från år 1991 finns den även som kombimodell kallad Touring. En fastback kallad "Gran Turismo" introducerades 2009.
5-serien är BMW:s näst bästsäljande modell efter 3-serien.
BMW Motorsports specialversion av modellen heter BMW M5 och sedan E28 har alla generationer haft en M-version tillgänglig. 

## Modellgenerationer
- E12 (1972–1981)
- E28 (1981–1987)
- E34 (1988–1996)
- E39 (1996–2003)
- E60 (2003–2010)
- F10 (2010–2017)
- G30 (2017-Nutid)

## E12

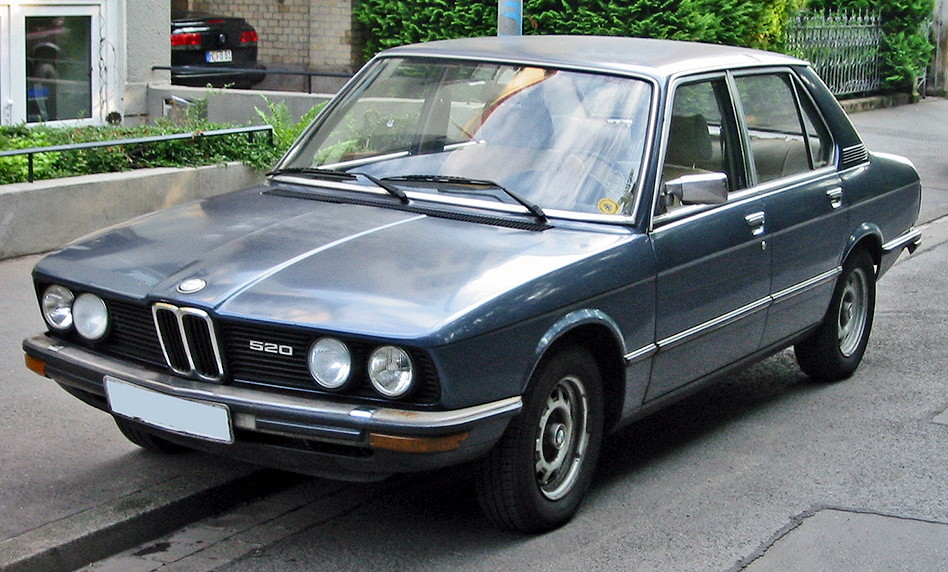
E12 520.

År 1972 började BMW tillverkningen av den första generationen av 5-serien, en direkt konkurrent till motsvarande Mercedesmodeller. Bilen, en 4-dörrars sedan, var designad av fransmannen Paul Bracq. Den ersattes 1981 av E28, men tillverkades i modifierat utförande fram till 1984 i BMW:s fabrik i Sydafrika. Denna version kallades för E12/8 och hade E12-karossen fast med hjulupphängning, elektronik och interiör från E28:an.
BMW M-versionerna 533i och M535i anses vara de första serieproducerade bilarna från denna berömda avdelning. M535i tillverkades i 1 410 exemplar 1979–1981.

## E28

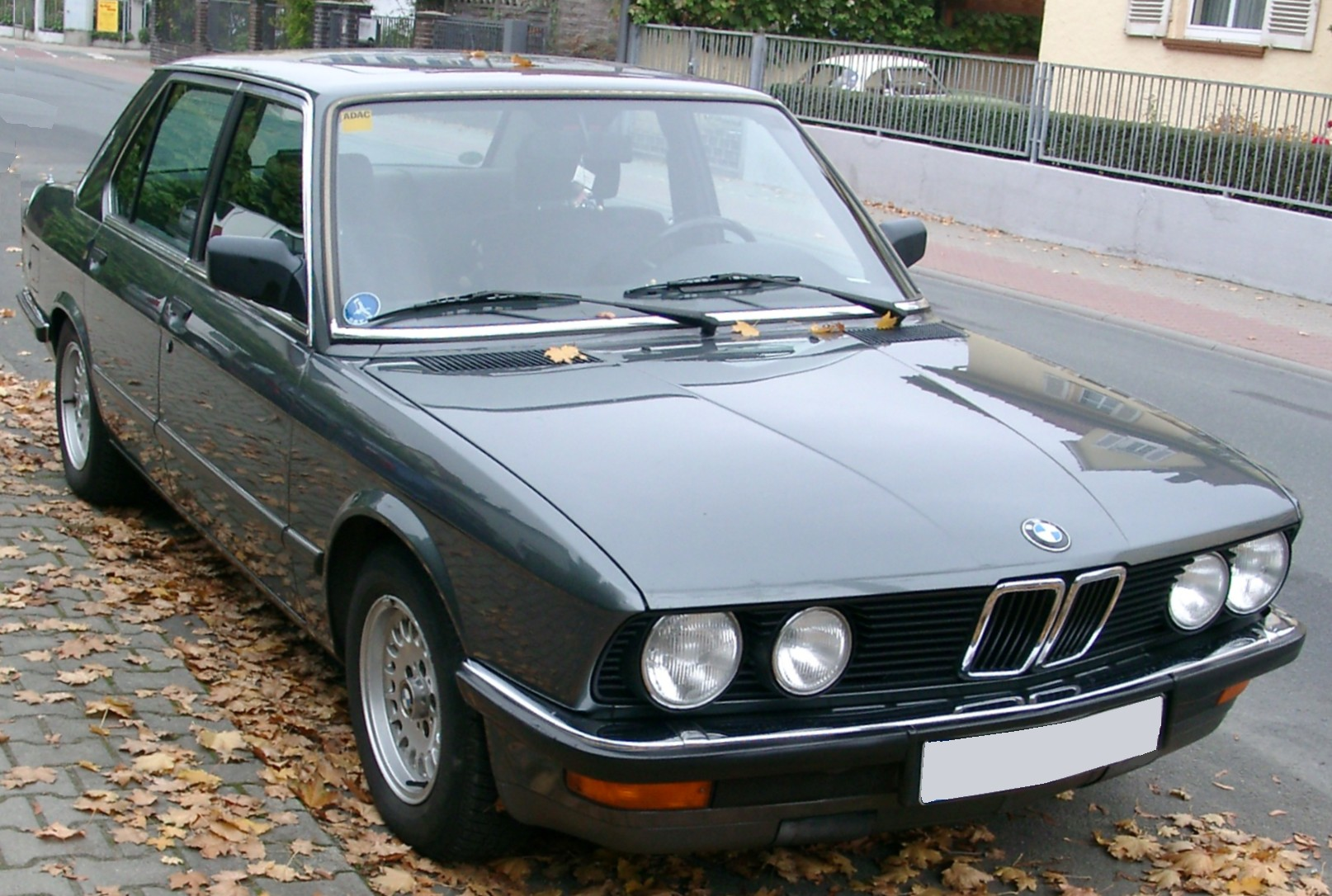
E28.

E28 introducerades 1981 och ersattes så småningom av E34 1988. Den drevs likt sin föregångare av 4- och 6-cylindriga radmotorer och fanns endast som 4-dörrars sedan. År 1984 introducerades toppversionen M5 för första gången, men den såldes inte i Sverige då den inte mötte svenska avgaskrav. Kung Carl XVI Gustaf fick emellertid tillåtelse att äga en. Modellen var den första i 5-serien att använda dieselmotorer (både med och utan turbo) och den första i serien med krockkudde som tillval (mycket ovanligt).

## E34

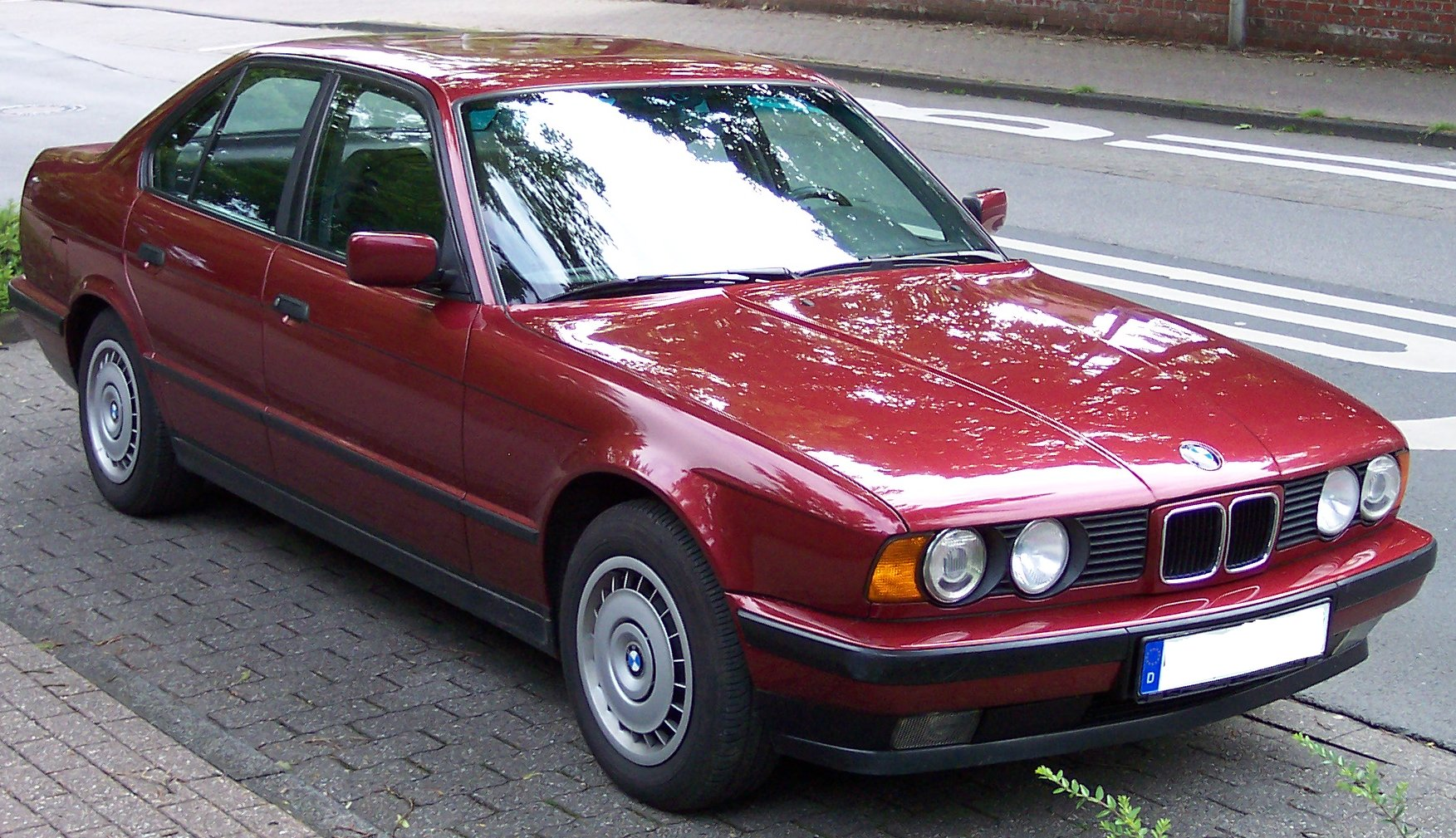
E34.

E34:an lanserades 1988. E34:an tillverkades även under första halvåret 1996, då parallellt med E39:an. Detta var den första 5:an som hade en Touringversion utöver sedanen, dessutom introducerades säkerhetsfinesser som till exempel antispinn och krockkudde på passagerarsidan. Från början fanns bara 6-cylindriga motorer, varav den minsta var på 2,0 liter, men en 1,8-liters 4-cylindrig motor lanserades sedan i 518i. 5-serien fick V8:or i motorprogrammet i modellerna 530i och 540i, i samband med detta avslutades produktionen av 535i. E34:an fanns också med fyrhjulsdrift med modellen 525iX.

## E39

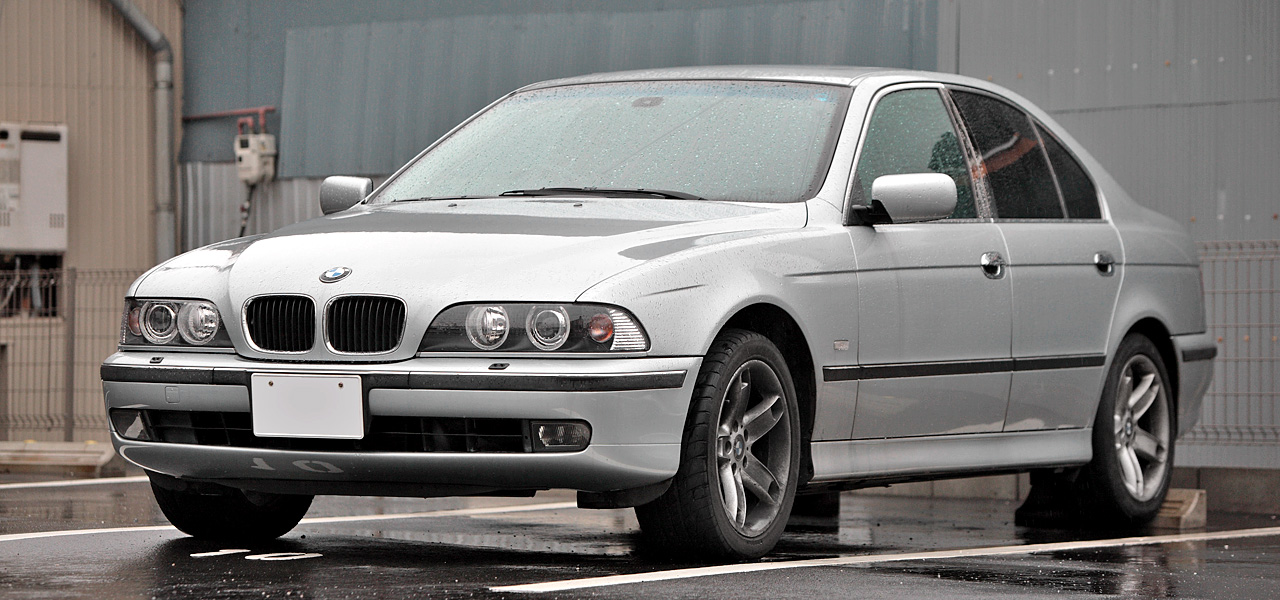
E39.

Den fjärde generationens 5-serie började säljas 1995 och fanns till en början med 6- och 8-cylindriga motorer. 1997 introducerades touringversionen. I mars 2000 kom 4-cylindriga 520d, september 2000 kom ett ansiktslyft, nya stötfångare, 16:9 navigationsskärm, nya 6-cylindriga bensinmotorer, 520i (2,2 liters) 525i och 530i, även nya strålkastare fram med celis (så kallade angel eyes), från Hella, som tillval med xenonljus, det senare standard i Sverige. Bakljusen blev nu också LED-baserade. 535i hade en 3,5-liters V8-motor på 235 hästkrafter, medan 540i hade 4.4 liters V8 på 286 hästkrafter, E39 M5 hade en 5,0-liters V8 på 400 hästkrafter. E39 fanns inte med fyrhjulsdrift. E 39 var en mycket populär bil, utsedd till Sveriges bästa bil 5 år i rad.

## E60/E61

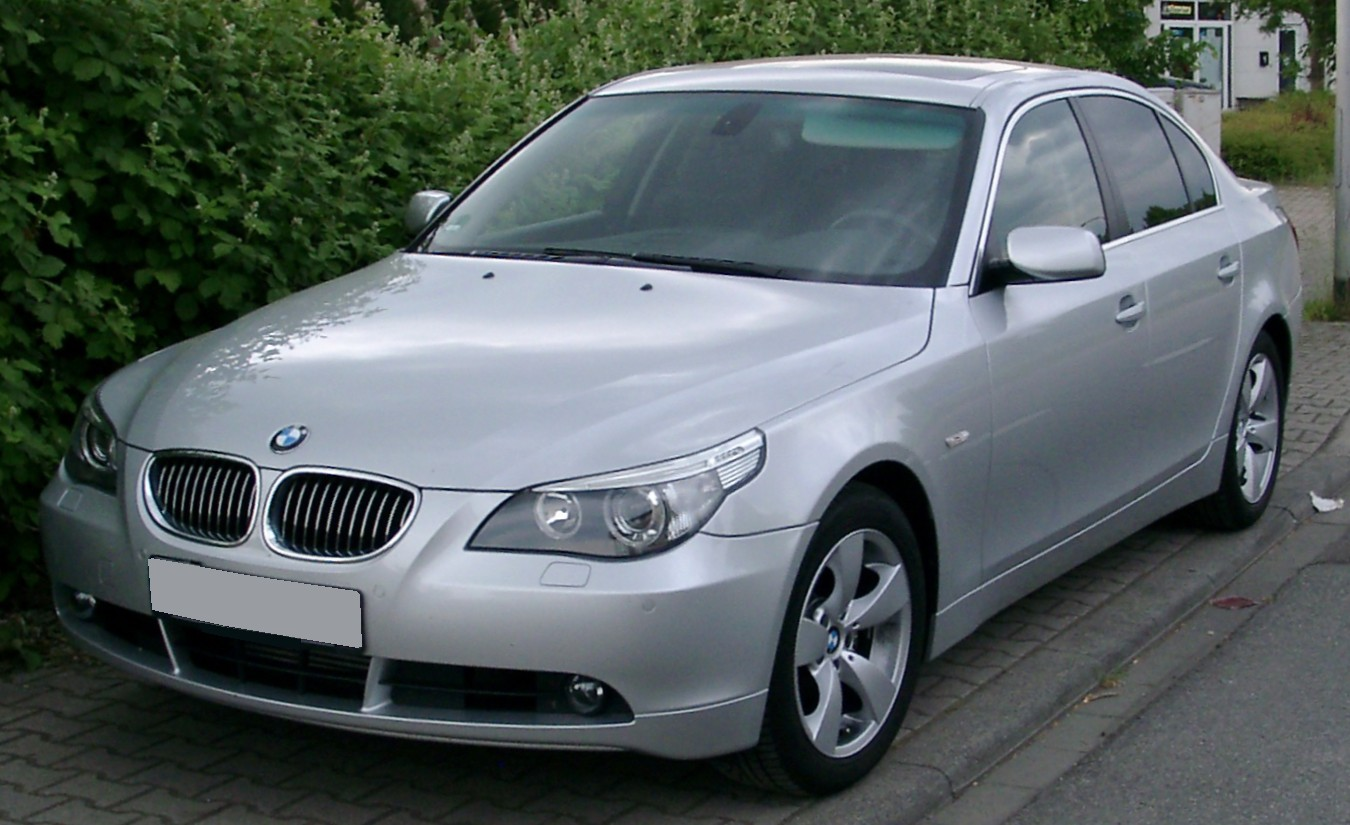
E60.

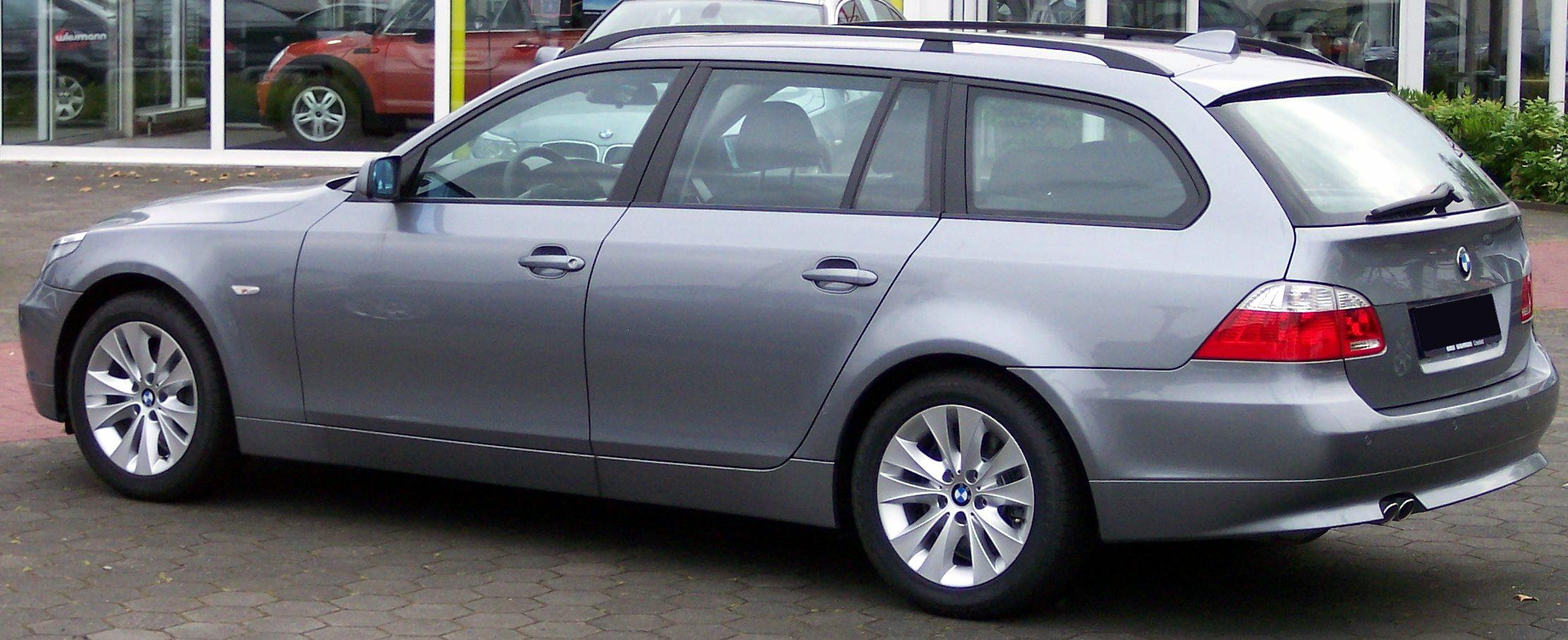
E61.

År 2003 lanseras femte generationen med en design, som avviker från de tidigare ganska konservativt formgivna bilarna. Nyheter i denna modell är bland annat automatisk farthållare, head-up display (till exempel hastighet kan projiceras på vindrutan), "aktiv styrning" och iDrive, ett av BMW utvecklat system för att sköta de många funktioner i bilen (stereo, klimatanläggning m.m.) med ett stort vred och en knapp på kardantunneln. Kombiversionen har en egen benämning, E61. Toppversionen M5 försågs med en mycket tekniskt avancerad 5 liters V10 med en maxeffekt på 507 hk. Den har också vunnit ett flertal utmärkelser bland annat för bästa prestandamotor, samma motor sitter även i M6. Modell 535d presenterades också och var under en period världens starkaste personbilsdiesel.

## F10/F11

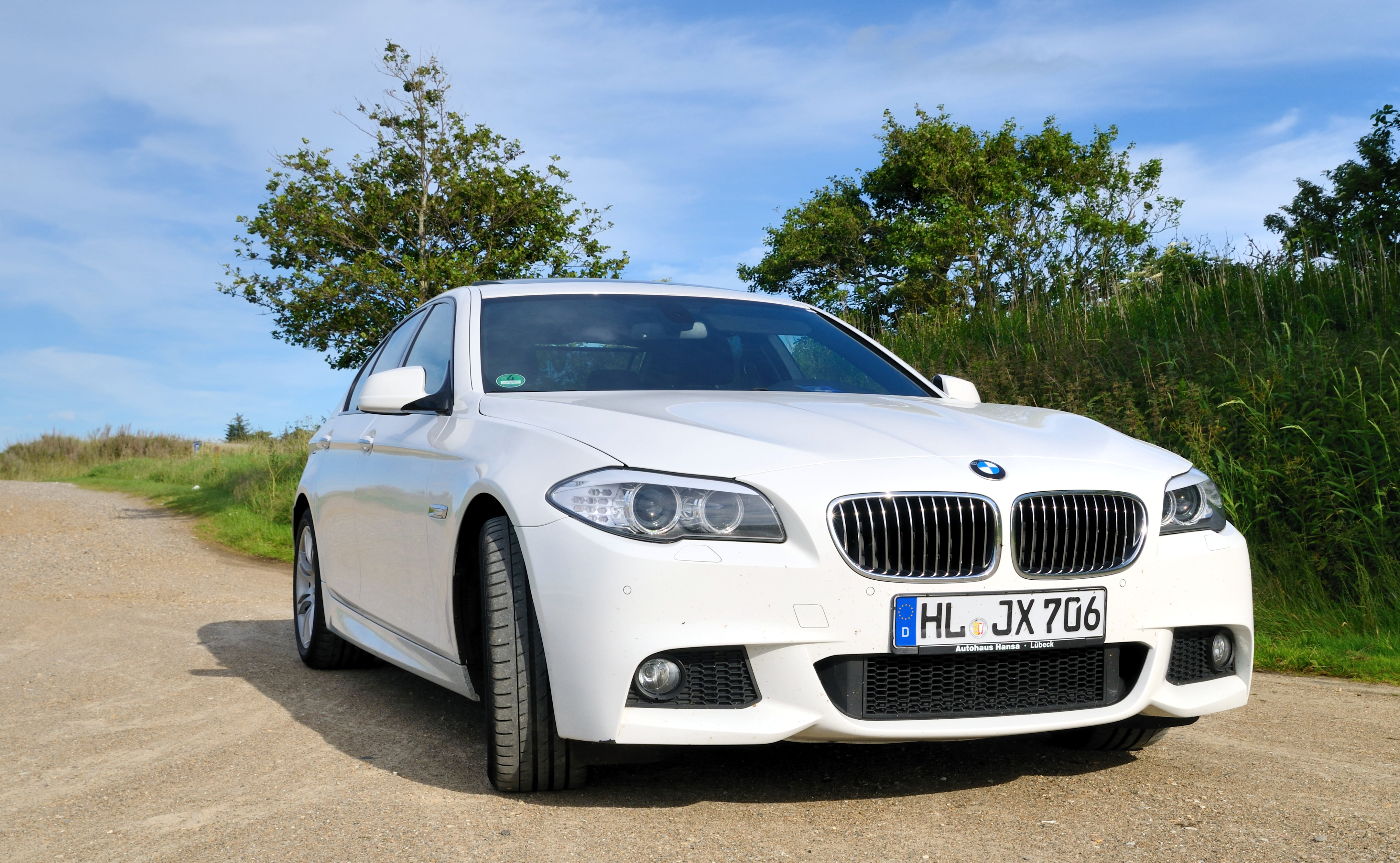
F10.

Den 23 november 2009 lanserades den sjätte generationens 5-serie.

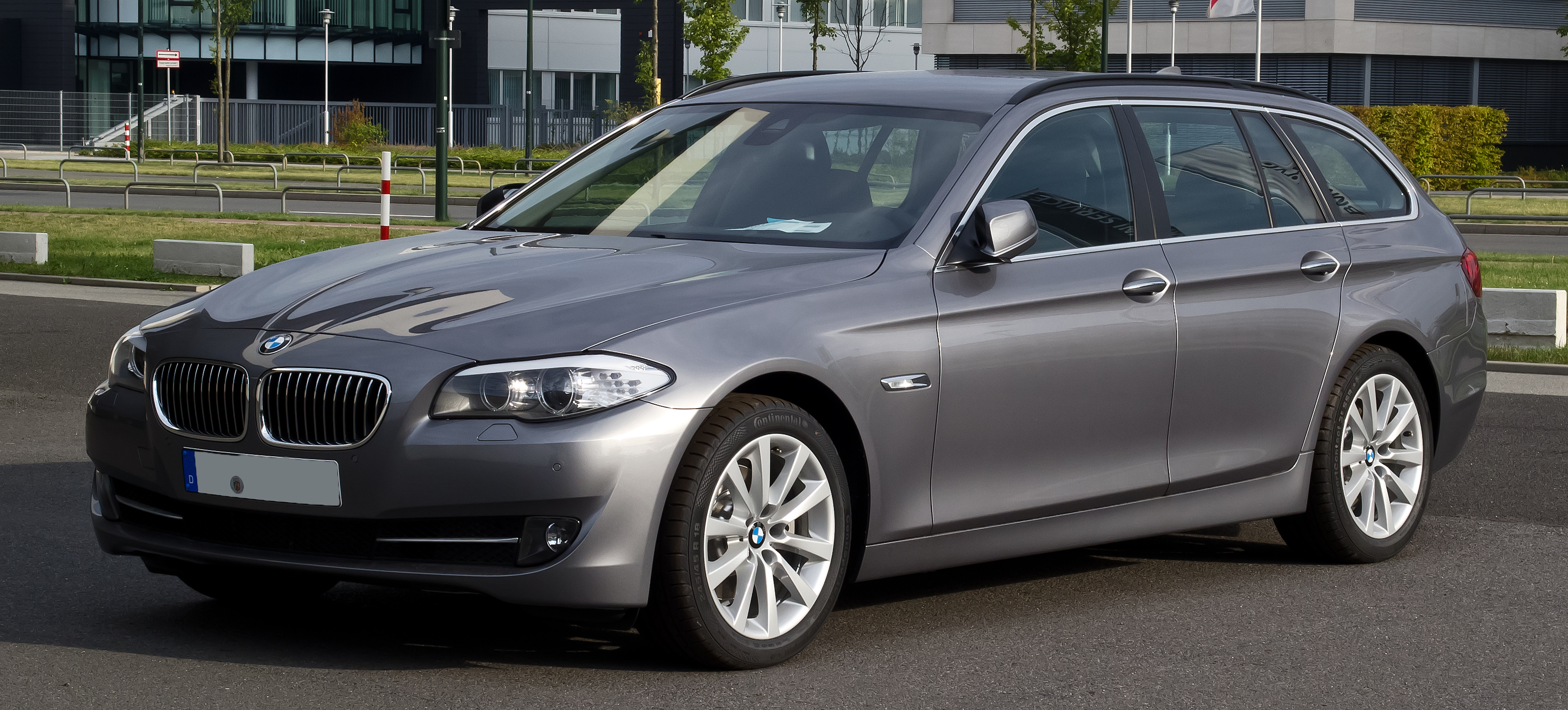
F11.

Sjätte generation 5-serie i kombiutförande, Touring, lanserades under hösten 2010.[källa behövs] Även här har kombiversionen en egen benämning, F11. 

## G30/G31
Huvudartikel: BMW G30
 

I oktober 2016 lanserades sjunde generationen och försäljningen startade i februari 2017. G30 baseras på samma plattform som 7-serien. Motorhuven, taket och dörrarna är av aluminium med resultatet att G30 väger upp till 100 kg mindre än föregångaren. 